# Pietro Bianchi (sztangista)
Pietro Ubaldo Bianchi (ur. 14 lutego 1895 w Sampierdarena, ob. Genua, zm. 21 maja 1962 w Genui) – włoski sztangista, srebrny medalista olimpijski.
Swój jedyny medal na arenie międzynarodowej wywalczył podczas letnich igrzysk olimpijskich w Antwerpii w 1920 roku. W wadze średniej zajął drugie miejsce, rozdzielając na podium Francuza Henriego Gance’a i Alberta Petterssona ze Szwecji. Włoch i Szwed uzyskali taki sam wynik, o ostatecznej kolejności na podium zadecydowało losowanie. Był to jedyny start olimpijski Bianchiego.